# Rusko-japonská válka
Rusko-japonská válka byl válečný konflikt od února 1904 do září 1905 na Dálném východě mezi carským Ruskem a Japonským císařstvím o nadvládu nad Mandžuskem a Korejským poloostrovem. Bojovalo se převážně na území (a o území), které patřilo (ať přímo, či nepřímo) slábnoucí čínské říši dynastie Čching.
Na moři se Japonci nejprve snažili oslabit a zablokovat jádro ruské tichooceánské eskadry v Port Arthuru a nedovolit jí narušit japonská vylodění a přesuny vojsk, či uprchnout do Vladivostoku. Zároveň na souši zahájili obléhání portarturské pevnosti, kterou bylo nutné vyřadit před připlutím posil z evropské části Ruska. Port Artur padl 2. ledna 1905. Japonský postup do Mandžuska vyvrcholil porážkou ruské armády v devatenáctidenní bitvě u Mukdenu. Ruské snahy o zvrácení situace definitivně ukončila porážka Rožestvenského námořní evropské eskadry v bitvě u Cušimy.

## Předválečné období
Rusko expandovalo na celém Dálném východě po celé 19. století. Rusové zde potřebovali opěrný bod pro své válečné loďstvo. Všechny ruské přístavy na východě ovšem přes zimu zamrzaly, a tak Rusové obrátili svoji pozornost k přístavům v Mandžusku. Jedním z těchto přístavů byl Port Arthur. Tento přístav si ruské tichooceánské loďstvo zvolilo jako svůj opěrný bod a ruská diplomacie dohodla jeho pronájem za ruskou pomoc se splácením čínských válečných reparací z první čínsko–japonské války. Poté mohla kontrolovat Žluté moře, Korejský záliv a čínské pobřeží. Japonsko, které se od reforem Meidži velmi rychle stalo asijskou mocností, se rozhodlo vytvořit vlastní koloniální panství v Asii. Záměry Ruska a Japonska se střetávaly v Mandžusku a Koreji. Velká Británie podporovala Japonsko (finančně, výcvikem japonských námořních důstojníků, stavbou válečných lodí v Japonsku atd.). Záměrem Velké Británie bylo, aby Japonsko vybojovalo válku s Ruskem za Británii. Japonsko se na válku s Ruskem připravovalo od uzavření míru mezi Čínou a Japonskem (program výstavby válečného námořnictva tzv. 6 + 6). Rusko bylo informováno o japonských přípravách a mělo vlastní program „výstavby lodí pro potřeby Dálného Východu“.

## Průběh války

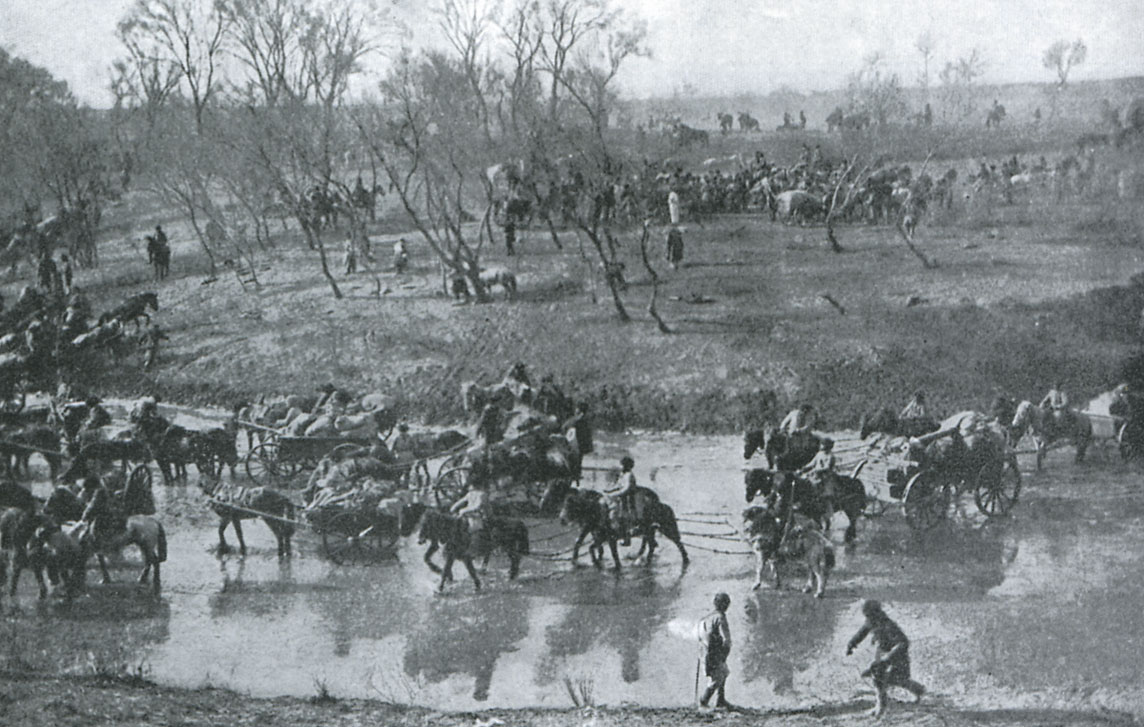
Ústup ruských jednotek po bitvě u Mukdenu

Válka začala v únoru 1904 útokem Japonska na přístavy Port Arthur a Čemulpcho provedenými ještě před vyhlášením války. Na vnější rejdě Port Arturu se japonským torpédoborcům podařilo poškodit bitevní lodě Cesarevič a Retvizan a chráněný křižník Pallada. V boji u Čempulcha byly obě přítomné ruské lodě (chráněný křižník Varjag a dělový člun Korejec) nejprve poškozeny a poté zničeny vlastními posádkami.
Následovalo období, během kterého Japonci posilovali svou přítomnost v Koreji a občas se pokoušeli o námořní bombardování a zablokování Port Arturu. Ruská flota byla zpočátku pasivní, a to se změnilo až s příjezdem nového velitele – admirála Stěpana Osipoviče Makarova. Ten flotě pozvedl morálku a především aktivitu. Také zavedl pozorovatele, kteří naváděli palbu z lodí v portarturské rejdě. Stěpan Makarov ale již 13. dubna 1904 zahynul na palubě bitevní lodi Petropavlovsk, která se potopila na japonských minách při výpadu na ochranu torpédoborce napadeného Japonci. Zkáza válečné lodě Petropavlovsk byla způsobena výbuchem vlastní munice, iniciované výbuchem japonské miny. Po Makarovovi byl velitelem jmenován admirál Vitgeft, který byl ale výrazně pasivní. Aktivitu nepřineslo ani potopení dvou japonských bitevních lodí na minách o něco později. Ruská flota disponovala 6 válečnými loďmi typu predreadnought, japonská flota měla 4 válečné lodě typu predreadnought a 8 pancéřových křižníků. Obě floty disponovaly větším množstvím chráněných křižníků, torpédoborců a dalších pomocných plavidel (avíza, minonosky atd.).
Japonci se poté bez výraznější ruské aktivity vylodili na Liaotungském poloostrově a pozvolna se probíjeli k Port Arturu. Také bojovali proti ruské armádě v Mandžusku (bitva na řece Jalu a bitva na řece Ša-che).
Poslední pokus portarturské eskadry o únik skončil bitvou ve Žlutém moři, který byl rozhodnut šťastným japonským výstřelem, který zabil ruského admirála Vitgefta na velitelském můstku lodě Cesarevič. Poté už jedinou aktivitu tichooceánské floty vyvíjely tři křižníky (Gromoboj, Rjurik a Rossija) dislokované ve Vladivostoku a to až do chvíle kdy byl při jednom z výpadů potopen Rjurik. Při několika předchozích výpadech se jim podařilo potopit celkem 15 japonských lodí. Port Arthur kapituloval po 11 měsíčním obležení a těžkých japonských i ruských ztrátách. Přesto, že Japonci v bojích oficiálně ztratili 57 780 vojáků, se objevily názory, že se jednalo o předčasnou kapitulaci, protože v Port Arthuru byly značné zásoby munice a potravin.
Z Baltu byla ještě před pádem Port Arturu, v říjnu 1904, poslána část baltské eskadry na pomoc tichomořské. Plavba se neobešla bez zásadních komplikací: v Severním moři eskadra zaútočila na britské rybářské lodě, což málem vyprovokovalo konflikt mezi Británií a Ruskem – v důsledku toho však eskadra nemohla použít Suezský průplav a musela se zdlouhavě plavit kolem Afriky, což zhatilo plány na využití momentu překvapení (o pohybu flotily mj. průběžně informoval i tisk). Toto válečné loďstvo nazývané 2. tichomořská eskadra, vedené admirálem Rožestvenským bylo poraženo v námořní bitvě u Cušimy v květnu 1905. Japonské loďstvo bylo výrazně silnější než ruské, avšak hlavní příčinou potopení nových ruských predreadnoughtů třídy Borodino bylo jejich přetížení naloženým uhlím. Hlavní pancéřový pás přetížených lodí se dostal pod hladinu moře a tak nemohl chránit tyto lodě před japonskými granáty. Ruská pozemní armáda byla ještě před Cušimou definitivně poražena v bitvě u Mukdenu. Prostřednictvím amerického prezidenta Theodora Roosevelta byl 5. září 1905 v Portsmouthu uzavřen mír mezi oběma stranami.

## Důsledky války
Výsledky míru byly v Japonsku přijaty s velkou nevolí. Japonsko sice získalo území Port Arthuru, jižní části ostrova Sachalin a Koreu, avšak nezískalo žádné válečné reparace od Ruska. Velká Británie a USA si nepřály výrazné posílení Japonska, a proto naléhaly na Japonsko, aby uzavřelo mír. Japonsko nemělo další finanční prostředky pro vedení války. Rusku finanční prostředky nechyběly, avšak na jeho území probíhaly nepokoje a bouře, které vedly k první ruské revoluci. Japonsko získalo rozhodující vliv v jižním Mandžusku a hlavní vliv v Koreji. Korea byla v roce 1910 Japonskem anektována.

## Technika používaná ve válce
Tato válka měla některá technická specifika. Hromadné používání kulometů a použití ostnatého drátu při obraně Port Arthuru předznamenávalo, jak budou vypadat o 10 let později boje první světové války.
Námořní válka byla na rozdíl od předchozích větších námořních střetů ve španělsko-americké válce vyrovnanější.
Plně se zde ukázala možnost minové války. Námořní miny dokázaly během války potopit tři bitevní lodě a napáchaly ještě mnoho dalších škod. Poměrně neúčinná se naopak ukázala torpéda, která kromě úvodního útoku Japonců na Port Arthur žádný úspěch nezaznamenala.
Japonská flota sestávala z 14 moderních velkých válečných lodí (6 predreadnoughtů a 8 pancéřových křižníků). 10 lodí bylo postaveno ve Velké Británii, 2 v Itálii, 1 v Německu a 1 ve Francii. Na straně Ruska pouze 3 velké válečné lodě byly postaveny v zahraničí, 1 v USA a 2 v Francii. Zbytek velkých válečných lodí byl postaven ruskými loděnicemi, jejichž technická úroveň zaostávala za západními velmocemi. Toto byla hlavní příčina japonského vítězství ve válce. Po skončení rusko-japonské války byly započaty výrazné reformy ve vedení ruského námořnictva.
Velitelská loď admirála Tógóa, predreadnought Mikasa, byla po válce rekonstruována a dnes slouží jako námořní muzeum. Jedná se o jediný zachovaný predreadnought na světě.